# Noël-Cerneux
Noël-Cerneux település Franciaországban, Doubs megyében. Lakosainak száma 455 fő (2022. január 1.). Noël-Cerneux Le Bizot, Le Bélieu, La Chenalotte, Les Fins és Villers-le-Lac községekkel határos.

## Népesség
A település népességének változása:
| Lakosok száma | 139  | 190  | 243  | 330  | 389  | 409  | 433  | 455  | 458  | 455  |
|               | 1968 | 1982 | 1990 | 2006 | 2013 | 2015 | 2017 | 2019 | 2020 | 2022 |